# Benedetta av Cagliari
Benedetta av Cagliari, död 1233, var en monark på Sardinien. Hon var "domare" (regerande drottning) i Cagliari mellan 1214 och 1233, och "domare" (regerande drottning) i Arborea mellan 1214 och 1217.